# Titan Airways
Titan Airways Ltd, що діє як Titan Airways — чартерна авіакомпанія Великої Британії зі штаб-квартирою в лондонському аеропорту Станстед, що працює головним чином в сфері корпоративних та бізнес-перевезень, що надає свої літаки в операційний лізинг, а також виконує вантажні перевезення за контрактом з Royal Mail.
Авіакомпанія має сертифікат експлуатанта A Управління цивільної авіації Великої Британії, що дає право на перевезення вантажів, пошти і пасажирів на повітряних суднах місткістю 20 і більше крісел.
Портом приписки авіакомпанії і її головним транзитним вузлом (хабом) є аеропорт Лондон Станстед.

## Історія

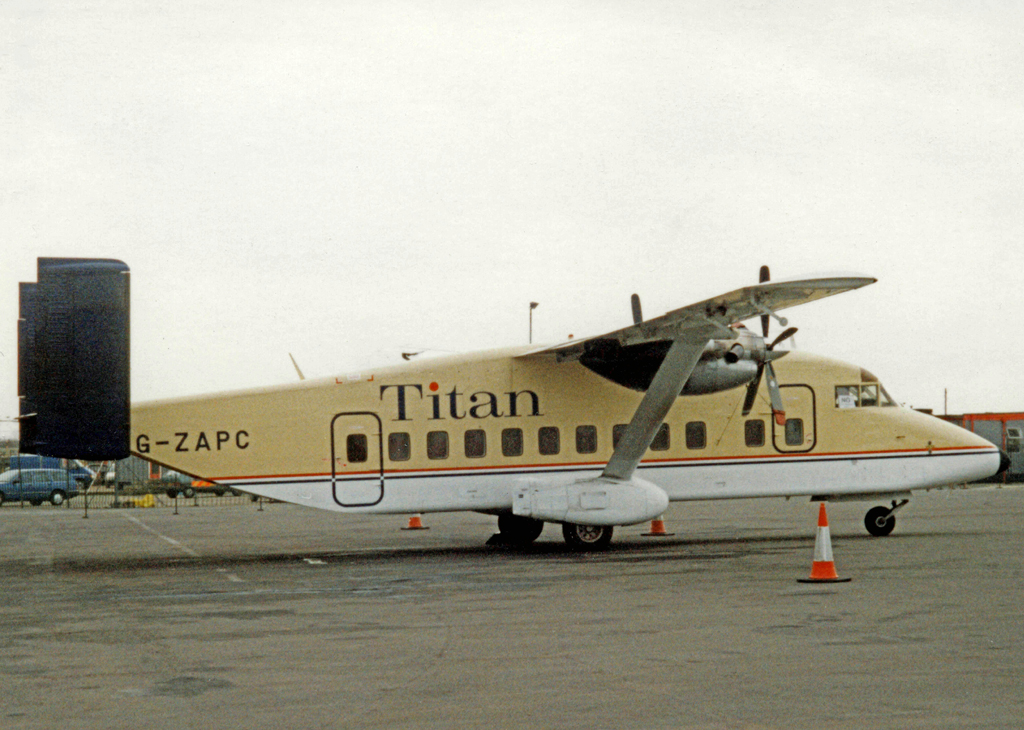
Short 330 авіакомпанії Titan Airways в міжнародному аеропорту Норвіч, березень 1994 року

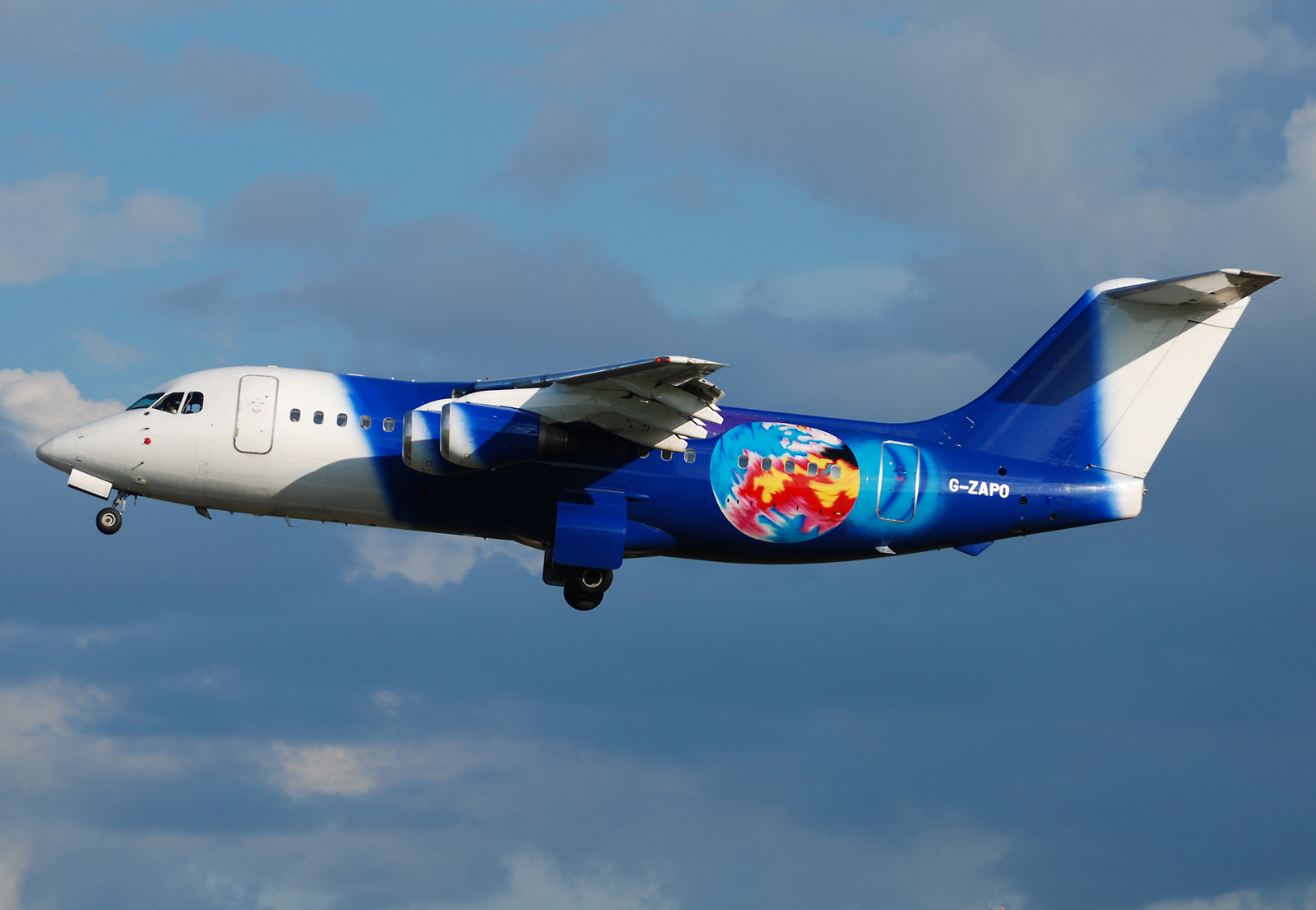
BAe 146 авіакомпанії Titan Airways в колишній лівреї в аеропорту Едінбургу

Авіакомпанія Titan Airways була заснована в 1988 році. В даний час повністю належить одному з її засновників Джину Вілсону, який в кінці 2012 року повністю викупив решту частку власності у британської інвестиційної компанії 3i.
Спочатку флот перевізника складався з одного турбогвинтового літака Short 330 з пасажирським салоном на 33 місця.
Основними клієнтами Titan Airways є інвестиційні групи, виробники повітряних суден, великі автовиробники, футбольні клуби, туристичні компанії, оператори круїзних ліній і корпорації, що працюють в сфері індустрії розваг.
Авіакомпанія отримала кілька відомих премій, включаючи Королівську премію кращим комерційним підприємствам країни в 2001 році. З 2000 року Titan Airways чотири рази входив у список ста кращих комерційних підприємств рейтингу газети Sunday Times.
Всі повітряні судна авіакомпанії мають реєстрацію Великої Британії, а також сертифіковані Управлінням цивільної авіації країни (CAA) та Європейським агентством авіаційної безпеки (EASA)..

## Маршрутна мережа

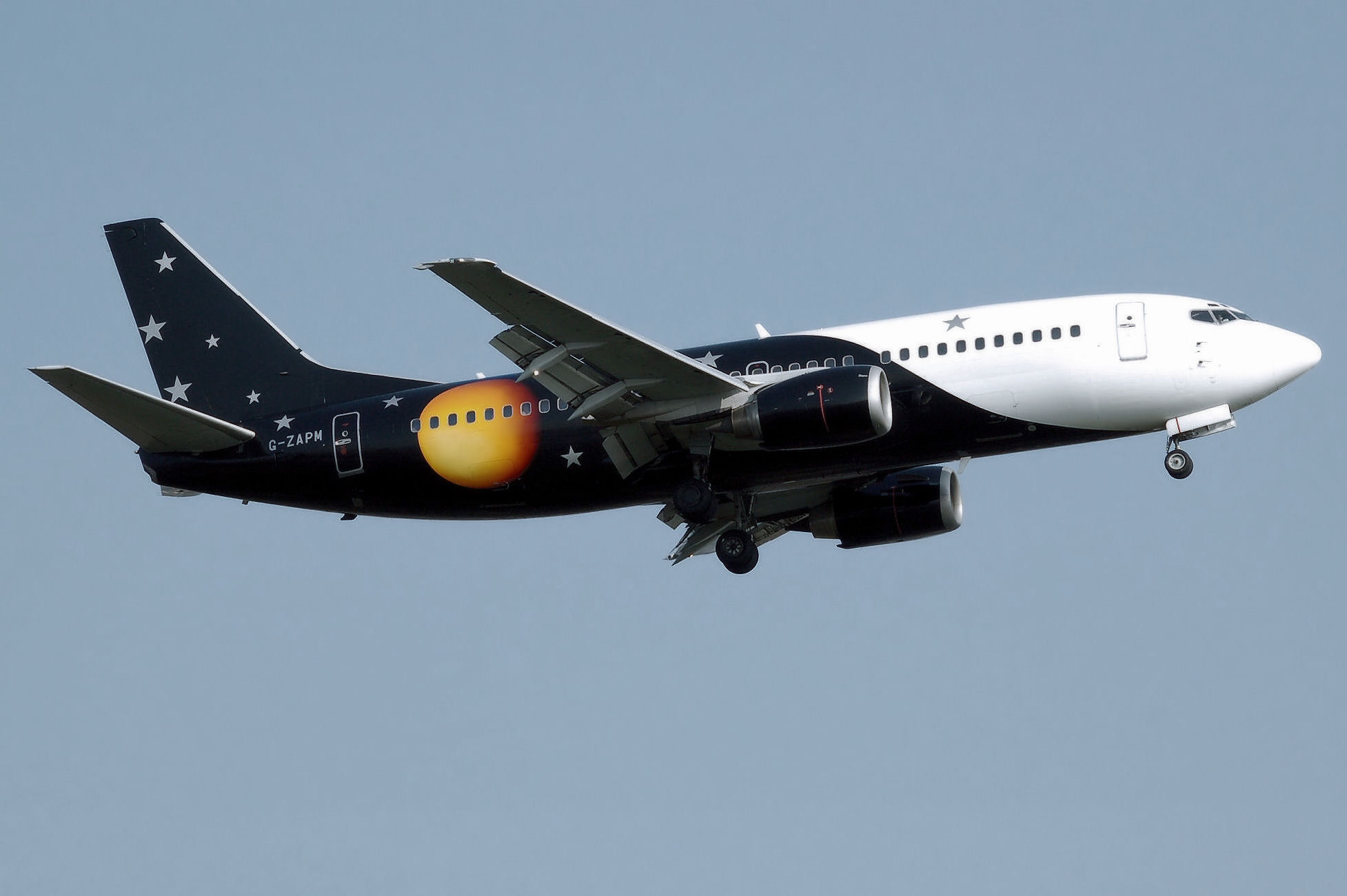
Boeing 737-300 авіакомпанії Titan Airways

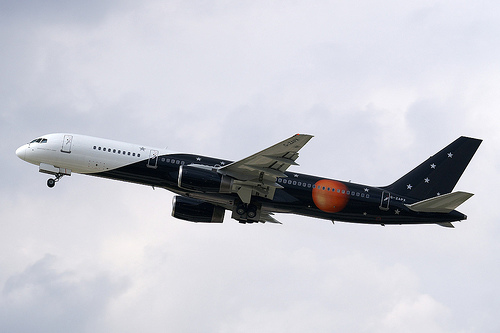
Boeing 757-200 авіакомпанії Titan Airways

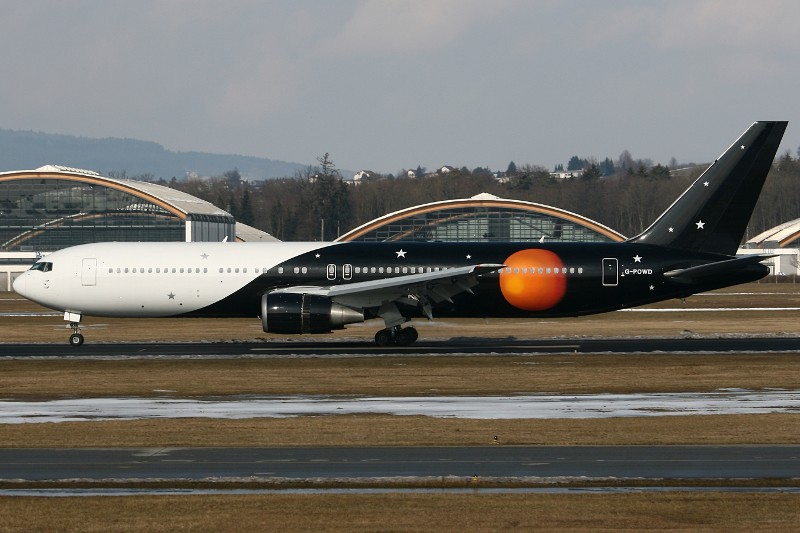
Boeing 767-300 авіакомпанії Titan Airways

Крім роботи за договорами на перевезення VIP-персон, авіакомпанія виконує сезонні чартерні програми для туристичних операторів Великої Британії. Під час літнього сезону Titan Airways відкриває маршрути в Даламан (Туреччина), Турб/Лурд/Перенеї (Франція), Фігаро та Кальві (Корсика). У зимовий сезон відкривається напрямок Шамбері (Альпи).

## Флот
Флот Titan Airways станом на 19 лютого 2018:
| Тип                          | В дії | Замовлено | Пасажирів | Пасажирів | Пасажирів | Примітки                                      |
| Тип                          | В дії | Замовлено | C         | Y         | Total     | Примітки                                      |
| ---------------------------- | ----- | --------- | --------- | --------- | --------- | --------------------------------------------- |
| Airbus A318-100              | 1     | —         | 32        | —         | 32        | Оренда у British Airways                      |
| Airbus A318-100              | 1     | —         | —         | 112       | 112       |                                               |
| Airbus A320-200              | 2     | —         | —         | 168       | 168       |                                               |
| Airbus A320-200              | 2     | —         | —         | 180       | 180       |                                               |
| Airbus A321-200              | 2     | 2         | —         | 212       | 212       |                                               |
| Boeing 737-300QC             | 1     | —         | —         | 130       | 130       |                                               |
| Boeing 737-400               | 1     | —         | —         | 146       | 146       |                                               |
| Boeing 757-200               | 2     | —         | 80        | —         | 80        | Гнучка конфігурація бізнес- або економ-класу. |
| Boeing 757-200               | 2     | —         | 40        | 108       | 148       | Гнучка конфігурація бізнес- або економ-класу. |
| Boeing 757-200               | 2     | —         | —         | 202       | 202       | Гнучка конфігурація бізнес- або економ-класу. |
| Boeing 767-300ER             | 1     | —         | —         | 265       | 265       |                                               |
| Вантажний флот Titan Airways |       |           |           |           |           |                                               |
| Boeing 737-400SF             | 1     | —         | Вантажний | Вантажний | Вантажний |                                               |
| Разом                        | 11    | —         |           |           |           |                                               |